# Allée de peupliers aux environs de Moret-sur-Loing
Allée de peupliers aux environs de Moret-sur-Loing est un tableau d'Alfred Sisley de 1890 et dont l'ancien titre est Une promenade.
L'historique de cette huile sur toile est incomplet entre 1933 et 1945, en l'état des recherches actuelles. Retrouvé en 1949 avec d'autres tableaux chez un particulier à Kölblöd en Bavière en Allemagne, la toile aurait été acheté au marché noir ou saisi par le nazi Hermann Brandl durant la Seconde Guerre mondiale. Elle est renvoyée en France le 3 juin 1949 et attribuée au musée du Louvre par l'Office des Biens et Intérêts Privés en 1951. 
Volé une première fois au musée du Louvre en 1978 et retrouvé en 1979, le tableau est dérobé une seconde fois en 2007 au musée des beaux-arts de Nice où il se trouvait en dépôt, et retrouvé en 2008. Il se trouve actuellement au musée d'Orsay à Paris.